# شاه‌محمود
شاه‌محمود روستایی در دهستان جلگه ماژان، بخش جلگه ماژان، شهرستان خوسف در استان خراسان جنوبی است.
جمعیت این روستا در سال ۱۳۸۵، ۲۵ نفر بوده است.